# Норман Шустер
Норман Шустер (нім. Norman Schuster; 13 грудня 1979, Галле) — німецький професійний боксер, призер чемпіонату Європи серед аматорів.

## Аматорська кар'єра
На чемпіонаті світу 1999 Норман Шустер здобув дві перемоги, а у чвертьфіналі програв Георге Лунку (Румунія).
На чемпіонаті Європи 2000 завоював бронзову медаль.
- В 1/8 фіналу переміг Артура Геворкяна (Вірменія) — 9-3
- У чвертьфіналі переміг Рафаля Сікору (Польща) — 10-1
- У півфіналі програв Філіпу Палич (Хорватія) — 2-9

На Олімпійських іграх 2000 програв у першому бою Патріку Лопесу (Венесуела) — 10-24.

## Професіональна кар'єра
2004 року дебютував на професійному рингу. Боксував із суперниками невисокого класу.